# Saint-Félix-de-Sorgues
Saint-Félix-de-Sorgues är en kommun i departementet Aveyron i regionen Occitanien i södra Frankrike. Kommunen ligger  i kantonen Saint-Affrique som ligger i arrondissementet Millau. År 2022 hade Saint-Félix-de-Sorgues 193 invånare.

## Befolkningsutveckling
Antalet invånare i kommunen Saint-Félix-de-Sorgues
Referens: INSEE